# Puchar Świata w skeletonie 1987/1988
Sezon 1987/1988 Pucharu Świata w skeletonie – 2. sezon Pucharu Świata w skeletonie. Rozpoczął się 30 stycznia 1988 roku w Sankt Mortiz, w Szwajcarii. Ostatnie zawody rozegrano 14 lutego 1988 w Republice Federalnej Niemiec, w Winterbergu. Rozegrane zostały 3 konkursy.
Drugi raz z rzędu najlepszy był Austriak Andy Schmid.

## Kalendarz Pucharu Świata
| Lp. | Data               | Miejscowość  | 1. miejsce  | 2. miejsce  | 3. miejsce     |
| --- | ------------------ | ------------ | ----------- | ----------- | -------------- |
| 1.  | 30 stycznia 1988   | Sankt Moritz | Andi Schmid | Alain Wicki | Christian Auer |
| 2.  | 7 lutego 1988      | Königssee    | Andi Schmid | Alain Wicki | Fred Markl     |
| 3.  | 14 lutego 1988 /ME | Winterberg   | Alain Wicki | Andi Schmid | Franz Plangger |

## Klasyfikacja
| lp. | zawodnik           | kraj       | punkty |
| --- | ------------------ | ---------- | ------ |
| 1.  | Andy Schmid        | Austria    | 59     |
| 2.  | Alain Wicki        | Szwajcaria | 58     |
| 3.  | Christian Auer     | Austria    | 50     |
| 4.  | Michael Grünberger | Austria    | 46     |